# Monocentrus subcostalis
Monocentrus subcostalis är en insektsart som beskrevs av Capener 1972. Monocentrus subcostalis ingår i släktet Monocentrus och familjen hornstritar. Inga underarter finns listade i Catalogue of Life.